# The Great Global Warming Swindle
The Great Global Warming Swindle (aussi connu sous le titre La Grande Arnaque du réchauffement climatique) est un film documentaire du producteur de télévision britannique Martin Durkin, qui conteste la conclusion des travaux du GIEC, selon laquelle l'activité humaine serait la principale cause du réchauffement climatique. Le film montre le témoignage de scientifiques, d'économistes, de politiciens, d'écrivains et d'autres personnes sceptiques quant au consensus scientifique sur l'origine anthropique du réchauffement climatique. La publicité du programme affirme que le réchauffement climatique provoqué par l'homme est un mensonge et la plus grande supercherie des temps modernes.
Channel 4, qui diffusa le documentaire le 8 mars 2007, décrivit le film comme une controverse qui rassemble les opinions d'un certain nombre de scientifiques qui sont arrivés aux mêmes conclusions. « C'est un film polémique mais nous croyons qu'il est important que tous les côtés du débat soient diffusés ».
Plusieurs erreurs factuelles ont été pointées et plusieurs commentateurs ont critiqué le programme, avançant qu'il était partial. Plusieurs plaintes ont été déposées à la BBC et à l'Ofcom britannique (Office of Communications). Le 21 juillet 2008, ce dernier concluait que l'émission avait effectivement injustement traité au moins deux intervenants, de même que le GIEC. 

## Points de vue développés dans le documentaire
Le postulat de départ du film est que l'actuel consensus scientifique sur le réchauffement climatique présente de nombreuses failles, et les intérêts particuliers financiers au sein de l'établissement scientifique et les médias découragent le public et la communauté scientifique de le reconnaitre ou même d'en débattre. Le film décrit le consensus scientifique rendu public comme le résultat d'une « industrie activiste concernant le réchauffement climatique » motivée par un besoin de financement de la recherche. Le film pointe également du doigt les écologistes occidentaux qui font la promotion en Afrique des coûteuses sources d'énergie solaire ou éolienne au détriment des énergies fossiles qui sont bon marché, maintenant l'Afrique loin de l'industrialisation. Le film pose la question : 

« […] si les énergies solaires et éoliennes sont si chères pour l'Amérique, comment la pauvre Afrique peut se les payer ? »

Les personnes interviewées dans le film sont l'écologiste Patrick Moore, cofondateur de Greenpeace et depuis un de ses critiques virulents ; Richard Lindzen, professeur de météorologie au Massachusetts Institute of Technology ; Patrick Michaels, enseignant chercheur en sciences de l'environnement à l'université de Virginie ; Nigel Calder, rédacteur en chef du New Scientist de 1962 à 1966 ; John Christy, professeur et directeur du centre de recherche en science de la Terre de l'université de l'Alabama ; Paul Reiter entomologiste à l'Institut Pasteur ; Piers Corbyn ; Tim Ball, professeur de géographie.
Carl Wunsch, professeur d'océanographie au Massachusetts Institute of Technology, fut aussi interviewé mais il déclara par la suite qu'il était en parfait désaccord avec les conclusions du film et la façon dont l'interview avait été utilisée. En juillet 2008, le jugement de l'Ofcom lui donna raison sur deux de ses trois plaintes.

## Affirmations émises dans le documentaire
Le film affirme que le consensus sur le changement climatique est le résultat « d'une industrie mondiale de plusieurs milliards de dollars: créé par des écologistes fanatiques anti-industriels ; soutenus par des scientifiques colportant des histoires effrayantes pour récolter des fonds ; et consolidés par la complicité des politiciens et des médias ». Il utilise une série d'interviews et de graphiques pour étayer les affirmations qui sont listées plus bas. 

### Concernant le réchauffement climatique d'origine anthropique
- À cause de l'importante masse océanique, le changement de température a mis des centaines d'années pour affecter la masse des océans. C'est pourquoi l'analyse de la base antarctique Vostok et d'autres carottes de glace montre que les changements de la concentration de CO2 atmosphérique suit les changements de température globale avec un retard de 800 ans[10].

- La concentration totale de dioxyde de carbone dans l'atmosphère terrestre s'élève seulement à 0,054 %, une quantité très faible. L'être humain est responsable de beaucoup moins de 1 % de ce total. Le documentaire déclare que les volcans produisent plus de CO2 par an que l'homme (Durkin admettra par la suite que cette affirmation était fausse[11]) alors que les plantes et les animaux produisent 150 gigatonnes de CO2 chaque année. Les feuilles mortes produisent même plus de CO2, et les océans sont « de loin la plus grande source de CO2 ». L'activité humaine produit seulement 6,5 gigatonnes de CO2 chaque année. Le film conclut que l'émission de CO2 d'origine anthropique ne peut alors être la cause du réchauffement climatique.

## Accueil et critiques

### Audiences et réactions de téléspectateurs
Le programme attira 2,5 millions de téléspectateurs et l'audience représenta 11,5 % de parts de marché. Il y eut 246 plaintes à l'Ofcom le 25 avril 2007, dont des plaintes concernant les données falsifiées du documentaire. Channel 4 déclara qu'elle avait reçu 758 appels et courriels concernant l'émission. Les réactions positives dépassaient les plaintes avec un rapport de 6 contre 1. La chaine annonça par la suite qu'elle organiserait un débat à propos du réchauffement climatique en avril.

### Critiques scientifiques
Le film a reçu de vives critiques de la part de la Royal Society ainsi que du Met Office.
Le physicien britannique Mike Lockwood a passé en revue les données sur l'activité solaire, précisément dans le but de vérifier une des affirmations-clefs du film, selon laquelle le réchauffement climatique pouvait être lié à l'activité solaire : l'affirmation s'est révélée fausse.